# Presurización autógena

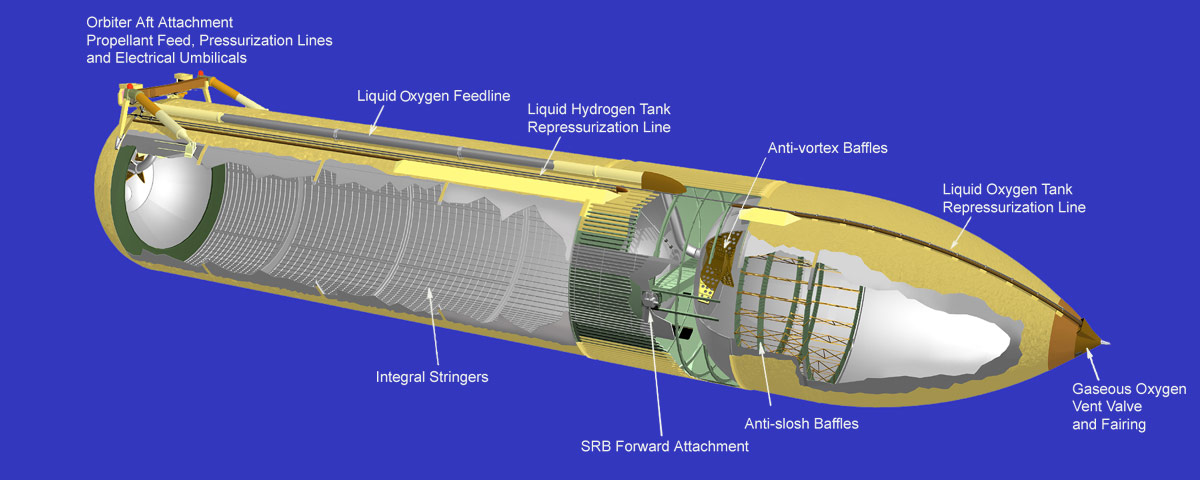
Corte del tanque externo del transbordador espacial

La presurización autógena es el uso de  propelente en estado gaseoso autogenerado para mantener la presión del propelente líquido en cohetes. Los cohetes de combustible líquido tradicionales a menudo se han presurizado empleando otros gases, tales como el helio, el cual debe ser transportado en tanques a presión junto a un sistema de control y transporte para poder utilizarlo. La presurización autógena ha sido utilizada operacionalmente en el Titan y el Transbordador espacial. Se planea también el usar la presurización autógena en el SLS, el Starship, y el Terran 1.

## Trasfondo
En la presurización autógena, una pequeña cantidad de propelente se calienta hasta que se convierte en gas. A continuación este gas se reenvia al tanque de líquido propelente a la presión requerida para alimentar los motores cohete. Esto se consigue a través de generadores de gas en los sistemas de motor cohete: mediante un generador de gas; por alimentación a través de un intercambiador de calor; o vía calentadores eléctricos. La presurización autógena ya se usaba en el lanzador Titan en 1968 y había sido probado en el motor RL10 , demostrando su conveniencia para motores de etapa superior.
Tradicionalmente, la presurización de los tanques se ha llevado a cabo mediante un gas a alta presión como el helio o el nitrógeno. Este método de presurización ha sido descrito como a la vez menos y más complejo que utilizar helio o nitrógeno pero lo que parece demostrado es que proporciona unas ventajas significativas: la primera es para viajes espaciales largos y misiones interplanetarias como un teórico viaje a Marte. El dejar de usar gases inertes permite al motor cohete funcionar sin necesidad de bombeo. Los mismos gases vaporizados pueden utilizarse en sistemas mono o bipropelente de control de actitud. La reutilización de comburentes y combustibles también reduce la contaminación de los combustibles por gases inertes.
También se consigue una reducción del riesgo al reducir el requisito de tanques de almacenamiento a alta presión y al aislar completamente los sistemas de combustible y comburente, eliminando un tipo de fallo en el subsistema de presurización. Este sistema también aumenta la carga útil al reducir el número de componentes y el peso del propelente y aumentar la presión de cámara.
Los motores tipo RS-25 utilizaban la presurización autógena para  mantener la presión de combustible en el tanque externo del transbordador espacial .